# HMS Bågen
HMS Bågen var ett svenskt utbildningsfartyg. Ursprungligen var fartyget tulljakt med namnet Tv 234 och därefter skolfartyg åt Sjövärnskåren (SVK 14). Efter att ha fungerat som utbildningsfartyg hos svenska marinen är hon nu civil med namnet M/Y Yellow Reef.